# Stéphane Maitre
Stéphane Maitre, né le 24 juillet 1968 à Rennes, est avocat au barreau de Paris. Ancien 1er secrétaire de la Conférence des avocats du barreau de Paris, il exerce en droit du travail mais intervient aussi régulièrement dans des affaires pénales, plaidant parfois comme avocat de la défense, mais surtout comme avocat de la partie civile aux côtés des victimes. En 2005,  le garde des Sceaux le nomme membre de la commission ministérielle dite « Commission d’analyse et de suivi de la récidive ».

## Études et prestation de serment
Titulaire d'un diplôme de 3e cycle de l’université de Paris 1 Panthéon-Sorbonne, il effectue son service militaire en qualité de sous-lieutenant au 9e régiment de chasseurs parachutistes, puis intègre l’École de formation professionnelle des barreaux de la Cour d'appel de Paris (EFB) en 1994, avant de prêter serment le 8 février 1995.

## Premier secrétaire de la Conférence des avocats du barreau de Paris
En 1996, Stéphane Maitre est élu 1er Secrétaire de la « Conférence des avocats du barreau de Paris » (alors appelée « Conférence du stage des avocats à la cour d’appel de Paris »). Lors de la rentrée solennelle du barreau de Paris de 1996, Stéphane Maitre prononce un discours en forme d'hommage à Jacques Isorni, lui-même ancien 1er Secrétaire en 1935,.
Après cinq années de collaboration au sein des cabinets Étienne Wedrychowski puis Gide Loyrette Nouel, il crée son propre cabinet en 2000 et développe une activité tournée vers le droit du travail et le droit pénal. Plusieurs affaires criminelles importantes le feront connaître, notamment à la suite de débats publics provoqués par son activisme en faveur des droits des victimes.

## Affaires judiciaires

### Procès d'un réseau de 35 islamistes
En 1996, devant le tribunal correctionnel de Paris, plaidant notamment aux côtés de ses confrères Arnaud Montebourg et Francis Terquem, Stéphane Maitre défend l’un des membres du réseau des 35 islamistes accusés d’avoir préparé en France un attentat terroriste au Maroc dans les années 1990. Tous sont poursuivis du chef d'association de malfaiteurs en relation avec une entreprise terroriste, au cours d'un procès de masse offrant l'occasion de comprendre leur recrutement, leur formation et leur embrigadement,.

### Procès de Philippe Naigeon, polytechnicien meurtrier de sa famille
En 1997, il est désigné d’office par le bâtonnier, en sa qualité de 1er secrétaire de la Conférence, pour assurer devant la cour d'assises de Paris et dans des conditions difficiles en raison de la personnalité de son client, pour assurer la défense de Philippe Naigeon, un polytechnicien accusé d'avoir tué sa femme et deux de ses trois jeunes enfants à coups de marteau le 19 mai 1994. Le mobile du crime aurait résidé dans le refus d'une procédure de divorce susceptible de priver le père de ses enfants,,.

### Cas du tueur en série Didier Tallineau
En 2002, Stéphane Maitre intervient comme avocat de la partie civile pour les parents de Carole Le Yondre, jeune élève infirmière de 20 ans dont le cadavre est découvert le 25 juillet 1999 à proximité de Châteaubriant. L’accusé est Didier Tallineau, un tueur en série déjà condamné pour le meurtre et la tentative de meurtre de deux autres jeunes femmes. Condamné définitivement en 2003 à la peine de 30 ans de réclusion criminelle dont 20 ans de peine de sûreté pour le meurtre de Carole Le Yondre, Didier Tallineau est libéré l'année suivante en 2004 pour motif médical, libération suscitant une vive polémique dans l'opinion. Invoquant un risque grave de récidive, Stéphane Maitre interpelle publiquement les gardes des Sceaux successifs, Dominique Perben puis Pascal Clément, pour provoquer un réexamen de la situation du condamné, lequel sera finalement réincarcéré en septembre 2005,,,,,,. À la suite de cette affaire, la loi Clément du 9 décembre 2005 apportera une restriction à la loi Kouchner sur la suspension de peine médicale en cas de risque grave de récidive, et accordera une place plus active aux victimes dans les procédures d’application des peines, autorisant notamment l’avocat de la partie civile à intervenir dorénavant devant les juridictions de l’application des peines.

### Affaire du tueur et violeur récidiviste Alain Penin
En 2011, il intervient aux côtés de la belle-famille de Natacha Mougel, la joggeuse de Marcq-en-Barœul tuée en septembre 2010 par Alain Penin, violeur récidiviste alors en libération conditionnelle. Lors du procès devant la cour d’assises de Douai, en janvier 2014, il prend l'initiative inhabituelle de faire citer comme témoin le juge de l’application des peines qui avait accordé à l’accusé une libération conditionnelle un an avant le meurtre, lequel juge regretta d'avoir accordé cette libération anticipée,,,,,,,. Cette affaire a donné lieu à de vifs débats publics sur la libération conditionnelle, l’évaluation de la dangerosité et la prévention de la récidive des criminels,,.

### Agression d'un proviseur de lycée à l'acide sulfurique
Durant toute l'instruction pénale puis devant la cour d'assises, il intervient encore aux côtés de Pascal Meyer, proviseur au lycée français de Lagos au Nigéria, victime d’une agression à l’acide sulfurique. Très profondément brûlé sur la moitié du visage, l'homme aussitôt rapatrié en France perd l'usage d'un œil et reste gravement défiguré. Slimane Salhi, professeur de français dans le même établissement, est poursuivi comme commanditaire de l’agression. Plaidant pour la victime d'abord face à Frank Berton, avocat de l'accusé devant la cour d'assises de l'Yonne en  2013, Stéphane Maitre plaide ensuite contre le nouveau défenseur choisi par Slimane Salhi en la personne d'Éric Dupond-Moretti, lequel espère l'acquittement en appel devant la cour d'assises de Seine-et-Marne en 2016. L'accusé est déclaré coupable et définitivement condamné,,,,,.

### Affaire du Docteur Dieter Krombach
En 2019, toujours aux côtés de la partie civile, il est l'avocat d'André Bamberski, père de la jeune Kalinka, tuée en 1982 par son beau-père le docteur Dieter Krombach. Kidnappé en Allemagne pour être livré à la justice française, Dieter Krombach est condamné à 15 ans de réclusion criminelle en 2012. André Bamberski fait alors appel aux services de Stéphane Maitre pour défendre ses intérêts de victime dans la phase de l’application de la peine, à la suite des demandes de libération anticipée formées par le condamné en 2019.

### Défense de manifestants de la "Manif pour tous“
En 2013 et 2014, devant le tribunal correctionnel de Paris, il défend plusieurs manifestants de la « Manif pour tous »,, interpellés en marge des manifestations organisées contre le projet de loi visant à légaliser le mariage entre personnes du même sexe, et en particulier « l’Hommen » qui avait investi le cours central de Roland-Garros le 9 juin 2013 lors de la finale opposant Rafael Nadal à David Ferrer,.

### Défense d'une famille victime de racisme anti-blanc
En 2013, il défend la famille Leterme, qui a été expulsée de force de son logement de Savigny-le-Temple à la suite d'une agression groupée commise par ses voisins maghrébins. Cette affaire, qui est jugée dans un silence médiatique presque total, est considérée comme un cas emblématique de racisme antiblanc. 

## Membre de la commission ministérielle de suivi et d'analyse de la récidive
En 2005, Stéphane Maitre est nommé par le garde des Sceaux Pascal Clément membre de la « Commission d’analyse et de suivi de la récidive », commission chargée d’explorer de nouvelles pistes pour enrayer le risque de récidive. Présidée par le Professeur d’université Jacques-Henri Robert, cette commission ministérielle est composée de magistrats, avocats, médecins psychiatres, criminologues, policiers et représentants de l’administration pénitentiaire. Son rapport est déposé le 10 juillet 2007.